# Vegalta Sendai
Il Vegalta Sendai (ベガルタ仙台?, Begaruta Sendai) è una società calcistica professionistica giapponese con sede a Sendai, nella prefettura di Miyagi. 
Milita nella J2 League, secondo livello del campionato nazionale. 

## Storia
Fondato nel 1988 con la denominazione di Tohoku Electric Power Co. Inc. Soccer Club, il club fu ammesso in J.League Division 2 nel 1999, dopo aver militato per alcuni anni in JFL con il soprannome di Brummell Sendai. Modificò, quindi, denominazione in Vegalta Sendai, termine scelto in omaggio alla festività tradizionale giapponese Tanabata: i nomi delle due stelle celestiali della leggenda Tanabata, Vega e Altair, furono combinati per formare Vegalta.
La squadra conquistò due promozioni in massima serie nel 2001 e nel 2009, ottenendo nella stagione 2012 il miglior piazzamento della sua storia con un secondo posto in classifica. Nel 2018, raggiunse la finale della Coppa dell'Imperatore, persa per 1 a 0 contro l'Urawa Red Diamonds.
Nel 2021, chiudendo il campionato in diciannovesima posizione, retrocesse in J2 League.

## Strutture
Il club disputa le partite interne allo Yurtec Stadium Sendai di Izumi-ku, sebbene alcune gare casalinghe siano talvolta giocate al Miyagi Stadium di Rifu.

## Allenatori
| N. |                     | Ruolo | Calciatore         |
| -- | ------------------- | ----- | ------------------ |
| 1  | Giappone (bandiera) | P     | Yūma Obata         |
| 2  | Giappone (bandiera) | D     | Ryōta Takada       |
| 5  | Giappone (bandiera) | D     | Masahiro Sugata    |
| 6  | Giappone (bandiera) | C     | Renji Matsui       |
| 7  | Giappone (bandiera) | A     | Motohiko Nakajima  |
| 8  | Giappone (bandiera) | C     | Yoshiki Matsushita |
| 9  | Giappone (bandiera) | A     | Masato Nakayama    |
| 10 | Giappone (bandiera) | C     | Hiromu Kamada      |
| 11 | Giappone (bandiera) | C     | Yūta Gōke          |
| 13 | Giappone (bandiera) | D     | Yūki Sanetō        |
| 14 | Giappone (bandiera) | C     | Ryūnosuke Sagara   |
| 15 | Giappone (bandiera) | A     | Tsubasa Umeki      |
| 17 | Giappone (bandiera) | C     | Aoi Kudō           |
| 19 | Brasile (bandiera)  | D     | Mateus Moraes      |
| 21 | Giappone (bandiera) | P     | Riku Umeda         |
| 22 | Giappone (bandiera) | D     | Yūta Koide         |
| 23 | Giappone (bandiera) | C     | Keito Arita        |

| N. |                     | Ruolo | Calciatore              |
| -- | ------------------- | ----- | ----------------------- |
| 24 | Giappone (bandiera) | C     | Tōya Myōgan             |
| 25 | Giappone (bandiera) | D     | Takumi Mase             |
| 27 | Giappone (bandiera) | C     | George Onaiwu           |
| 28 | Giappone (bandiera) | A     | Ryūnosuke Sugawara      |
| 29 | Giappone (bandiera) | P     | Kōki Matsuzawa          |
| 30 | Giappone (bandiera) | A     | Minto Nishimaru         |
| 31 | Giappone (bandiera) | C     | Manato Kudō             |
| 32 | Giappone (bandiera) | D     | Masayuki Okuyama        |
| 33 | Giappone (bandiera) | P     | Akihiro Hayashi         |
| 39 | Giappone (bandiera) | D     | Rikuto Ishio            |
| 41 | Giappone (bandiera) | D     | Yūto Uchida             |
| 43 | Giappone (bandiera) | C     | Sōta Yokoyama           |
| 47 | Giappone (bandiera) | D     | Ryūji Isshiki           |
| 48 | Giappone (bandiera) | D     | Sorato Yoshida          |
| 50 | Giappone (bandiera) | C     | Yasushi Endō (capitano) |
| 98 | Brasile (bandiera)  | A     | Eron                    |

| N. |                     | Ruolo | Calciatore         |
| -- | ------------------- | ----- | ------------------ |
| 1  | Giappone (bandiera) | P     | Yūma Obata         |
| 2  | Giappone (bandiera) | D     | Ryōta Takada       |
| 5  | Giappone (bandiera) | D     | Masahiro Sugata    |
| 6  | Giappone (bandiera) | C     | Renji Matsui       |
| 7  | Giappone (bandiera) | A     | Motohiko Nakajima  |
| 8  | Giappone (bandiera) | C     | Yoshiki Matsushita |
| 9  | Giappone (bandiera) | A     | Masato Nakayama    |
| 10 | Giappone (bandiera) | C     | Hiromu Kamada      |
| 11 | Giappone (bandiera) | C     | Yūta Gōke          |
| 13 | Giappone (bandiera) | D     | Yūki Sanetō        |
| 14 | Giappone (bandiera) | C     | Ryūnosuke Sagara   |
| 15 | Giappone (bandiera) | A     | Tsubasa Umeki      |
| 17 | Giappone (bandiera) | C     | Aoi Kudō           |
| 19 | Brasile (bandiera)  | D     | Mateus Moraes      |
| 21 | Giappone (bandiera) | P     | Riku Umeda         |
| 22 | Giappone (bandiera) | D     | Yūta Koide         |
| 23 | Giappone (bandiera) | C     | Keito Arita        |

| N. |                     | Ruolo | Calciatore              |
| -- | ------------------- | ----- | ----------------------- |
| 24 | Giappone (bandiera) | C     | Tōya Myōgan             |
| 25 | Giappone (bandiera) | D     | Takumi Mase             |
| 27 | Giappone (bandiera) | C     | George Onaiwu           |
| 28 | Giappone (bandiera) | A     | Ryūnosuke Sugawara      |
| 29 | Giappone (bandiera) | P     | Kōki Matsuzawa          |
| 30 | Giappone (bandiera) | A     | Minto Nishimaru         |
| 31 | Giappone (bandiera) | C     | Manato Kudō             |
| 32 | Giappone (bandiera) | D     | Masayuki Okuyama        |
| 33 | Giappone (bandiera) | P     | Akihiro Hayashi         |
| 39 | Giappone (bandiera) | D     | Rikuto Ishio            |
| 41 | Giappone (bandiera) | D     | Yūto Uchida             |
| 43 | Giappone (bandiera) | C     | Sōta Yokoyama           |
| 47 | Giappone (bandiera) | D     | Ryūji Isshiki           |
| 48 | Giappone (bandiera) | D     | Sorato Yoshida          |
| 50 | Giappone (bandiera) | C     | Yasushi Endō (capitano) |
| 98 | Brasile (bandiera)  | A     | Eron                    |

| J2 League 2025 | J2 League 2025 |
| --- | -------------- |
| Blaublitz Akita · Consadole Sapporo · Ehime · Fujieda MYFC · Imabari · Iwaki · JEF United · Júbilo Iwata · Kataller Toyama · Mito HollyHock · Montedio Yamagata · Oita Trinita · RB Omiya Ardija · Renofa Yamaguchi · Roasso Kumamoto · Sagan Tosu · Tokushima Vortis · V-Varen Nagasaki · Vegalta Sendai · Ventforet Kofu · |                |